# Víztarcskötél

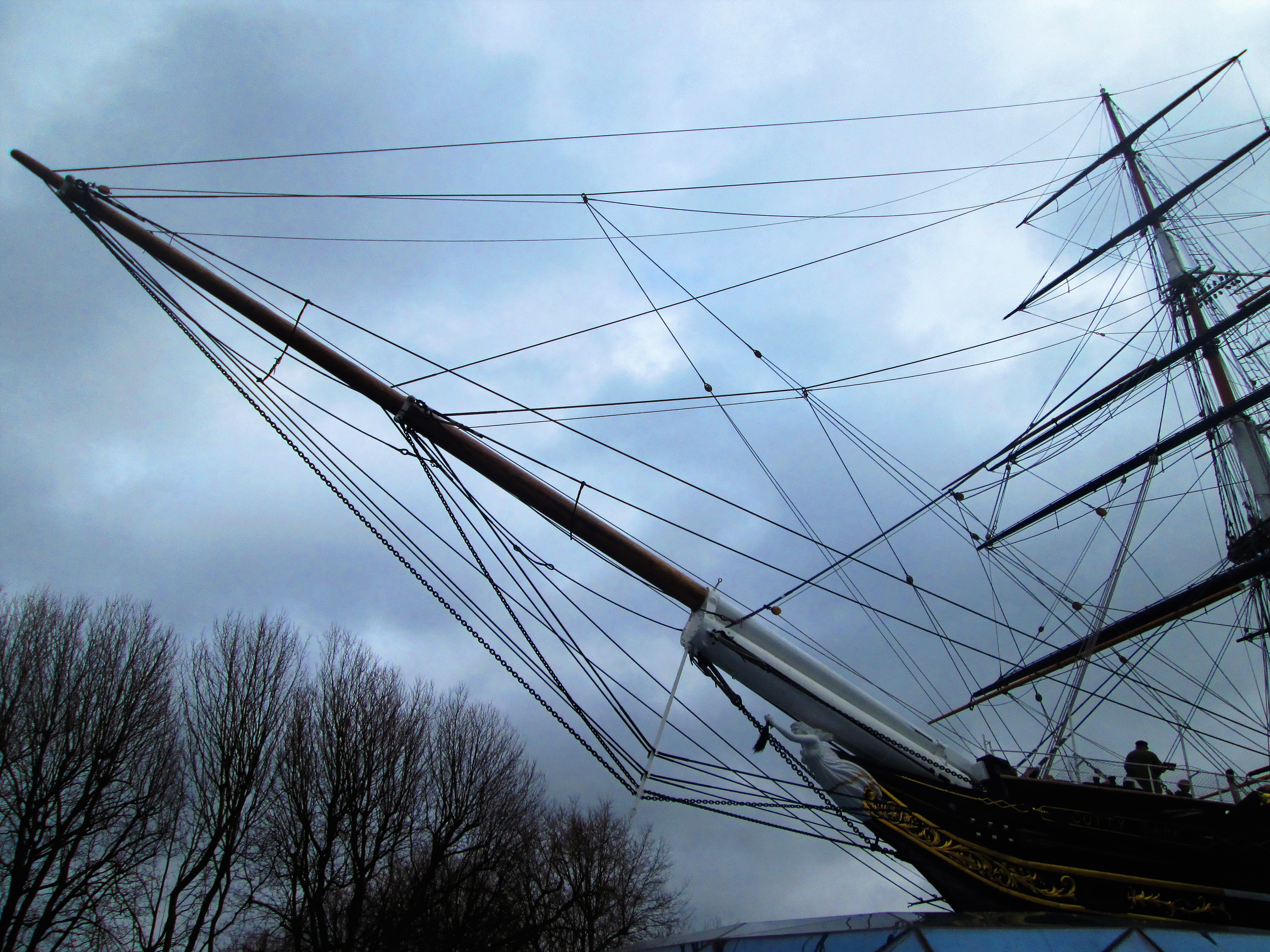
A Greenwich-ben kiállított Cutty Sark klipper orrkialakítása. Ezen a klipperen már acélláncot alkalmaztak

A víztarcskötél vagy -lánc a régi vitorláshajók azon kötelének vagy láncának a neve, amely az orrárbóc végét kötötte a vízvonal táján az orrtőkéhez. Feladata az volt, hogy ellensúlyozza az előárbóc orrárbócra ható húzóerőit, melyeket az előárbóc kötélzete és a vitorlák fejtenek ki rá. A víztarcskötél vagy -lánc nélkül az orrárbóc eltörne. A víztarcskötél vagy -lánc onnan kapta a nevét, hogy a jó szélben előredőlő hajóorr miatt gyakorta részben víz alá került. Az eredetileg kötelet a későbbiekben azért is cserélték láncra, mert a sós víz a kötelet rövid időn belül tönkretette.